# La Cruz (Chile)
La Cruz – miasto w Chile, w regionie Valparaíso, w prowincji Quillota.